# Йордан Йорданов (офицер)
Вижте пояснителната страница за други личности с името Йордан Йорданов.
Йордан Тодоров Йорданов е български офицер, генерал-майор.

## Биография
Роден е на 24 октомври 1954 г. в силистренското село Пожарево. През 1973 г. завършва Техникума по речно корабостроене и корабоплаване в Русе. От 1973 до 1977 г. учи във Висшето народно военно училище във Велико Търново. Започва службата си като командир на учебен танков взвод в Шумен. От 1980 до 1985 г. е командир на учебна танкова рота в същото поделение. През 1987 г. завършва Военната академия в София и е назначен за командир на танков батальон в Звездец. От 1988 до 1990 г. е началник-щаб на отдел за подготовка на танкови резерви и съхранение на въоръжение и техника (НЩ на полк). През 1990 г. е назначен за помощник-началник в Оперативния отдел на трета армия в Сливен. Остава на този пост до 1992 г., когато става старши помощник-началник на същия отдел. От 1994 до 1996 г. е началник-щаб на тринадесета танкова бригада в Сливен. От 1996 до 1998 г. учи в Генералщабната академия на Бундесвера, Хамбург. В периода 16 ноември 1998 г. – 6 юни 2002 г. е командир на 61-ва Стрямска механизирана бригада, като на 7 юли 2000 г. е преназначен на същата длъжност. На 26 април 2002 г. е удостоен с висше военно звание бригаден генерал. На 6 юни 2002 г. е освободен от длъжността командир на 61-ва механизирана бригада и назначен за командир на 1-ви армейски корпус.
На 25 април 2003 г. е освободен от длъжността командир на 1-ви армейски корпус. От 1 юли 2003 до 31 юни 2007 г. е аташе по отбраната на България в Германия. На 26 април 2007 г. е назначен за началник на управление „Операции“ в Генералния щаб на Българската армия, считано от датата на встъпване в длъжност. На 1 април 2008 г. управлението е преименувано в дирекция и бригаден генерал Йордан Йорданов е преназначен на длъжността директор, считано от 1 юни 2008 г. На 1 юли 2009 г. е назначен за директор на дирекция „Операции“.
На 3 май 2010 г. бригаден генерал Йордан Йорданов е назначен на длъжността заместник-началник на отбраната и удостоен с висше офицерско звание генерал-майор. На 17 октомври 2012 г. е освободен от длъжността заместник-началник на отбраната и от военна служба, считано от 24 октомври 2012 г.
На 30 октомври 2012 г. генерал-майор Йордан Йорданов е награден с орден „За военна заслуга“ първа степен за дългогодишна безупречна служба, принос за развитието и укрепването на Българската армия и заслуги към отбраната на страната.

## Образование
- Техникум по речно корабостроене и корабоплаване, Русе – до 1973 г.
- Висше народно военно училище „Васил Левски“ – 1973 – 1977 г.
- Военна академия „Г.С.Раковски“ – до 1987 г.
- Генералщабна академия на Бундесвера, Хамбург – 1996 – 1998

## Военни звания
- Лейтенант (1977)
- Старши лейтенант (1980)
- Капитан (1984)
- Майор (1989)
- Подполковник (1994)
- Полковник (1998)
- Бригаден генерал (26 април 2002)
- Генерал-майор (3 май 2010)

## Награди
- награден знак „За вярна служба под знамената“ – ІI степен;
- Орден „За военна заслуга“ – I степен (30 октомври 2012)